# Qwenselhuis
Het Qwenselhuis is het oudste houten gebouw in de Finse stad Turku. Het huis werd gebouwd in 1700 en was onderdeel van een stadsplan van Per Brahe de Jonge uit 1652. Het is een van de weinige gebouwen uit dat stadsplan die nog staat. Het is tegenwoordig in gebruik als drogisterijmuseum en café.